# Тлемсен (област)
Тлемсен (на арабски: ولاية تلمسان) е област на Алжир. Населението ѝ е 949 135 жители (по данни от април 2008 г.), а площта 9061 кв. км. Намира се в часова зона UTC+01. Телефонният ѝ код е +213 (0) 43. Административен център е град Тлемсен.